# Mezquita Assunna
La Mezquita Assunna (en árabe: مسجد السُّنَّة, en bereber: ⵎⴻⵣⴳⵉⴷⴰ ⴰⵙⵓⵏⴰ) es una mezquita situada en Casablanca, concretamente en la intersección de la Avenue 2 Mars y el Boulevard Modibo Keïta. Fue diseñada por el arquitecto Jean-François Zevaco en un estilo moderno, con presencia de elementos brutalistas, como el hormigón visto. Su construcción finalizó en 1966.
Fue inspirada por la Iglesia de San Francisco de Asís del arquitecto brasileño Oscar Niemeyer en Pampulha, Belo Horizonte.